# Kleiner Stern
Als Kleiner Stern wird die Kreuzung der Straße des 17. Juni mit der Bellevueallee im Großen Tiergarten in Berlin bezeichnet. Die Bezeichnung ist als Gegensatz zum Großen Stern in unmittelbarer Nähe gewählt. Da die Bellevueallee keine befahrbare Allee mehr darstellt, kommt dieser Kreuzung keine wichtige Bedeutung mehr bei wie noch vor 1945.
Koordinaten: 52° 30′ 54,3″ N, 13° 21′ 34,3″ O